# 47 Aquarii
47 Aquarii, som är stjärnans Flamsteed-beteckning, är en ensam stjärna belägen i den södra delen av stjärnbilden Vattumannen. Den har en skenbar magnitud på 5,14  och är svagt synlig för blotta ögat där ljusföroreningar ej förekommer. Baserat på parallaxmätning inom Hipparcosuppdraget på ca 18,0 mas, beräknas den befinna sig på ett avstånd på ca 181 ljusår (ca 56 parsek) från solen. Den rör sig bort från solen med en heliocentrisk radialhastighet på ca 48 km/s. På det beräknade avståndet minskar stjärnans skenbara magnitud med 0,088 enheter genom en skymningsfaktor orsakad av interstellärt stoft.

## Egenskaper
47 Aquarii är en orange till röd jättestjärna av spektralklass K0 III, som för närvarande befinner sig på den röda jättegrenen. Den har en massa som är ca 1,4 gånger större än solens massa, en radie som är ca 8 gånger större än solens och utsänder från dess fotosfär ca 30 gånger mera energi än solen vid en effektiv temperatur av ca 4 800 K.